# Veronesegroen

Structuurformule

Veronesegroen of Schweinfurtergroen is een groen pigment genoemd naar de 16e-eeuwse Italiaanse schilder Paolo Veronese (1528 – 1588), maar dat niet door deze schilder gebruikt is. Het is een synthetisch pigment dat in de 19e eeuw is uitgevonden en chemisch gezien bestaat uit koper(II)arsenaat (als tetrahydraat). Omdat het giftig is, wordt het in de 21e eeuw niet veel meer gebruikt. De Franse impressionisten hadden een voorliefde voor de kleur.

## Geschiedenis
In vroegere eeuwen was groenspaan het meest gebruikte groene pigment. Dit had echter de, niet geheel verdiende, reputatie dat het snel verkleurde tot een dofbruine tint. Gedurende de achttiende eeuw deed men pogingen een beter pigment te verkrijgen door een verbinding van koper en arsenicum. Dit leidde in 1775 tot de vondst van koperwaterstofarseniet ofwel Scheelesgroen. Ook dit was echter een verre van volmaakt pigment, want het was te gelig en gevoelig voor sulfiden in de atmosfeer, waardoor het verdonkerde.

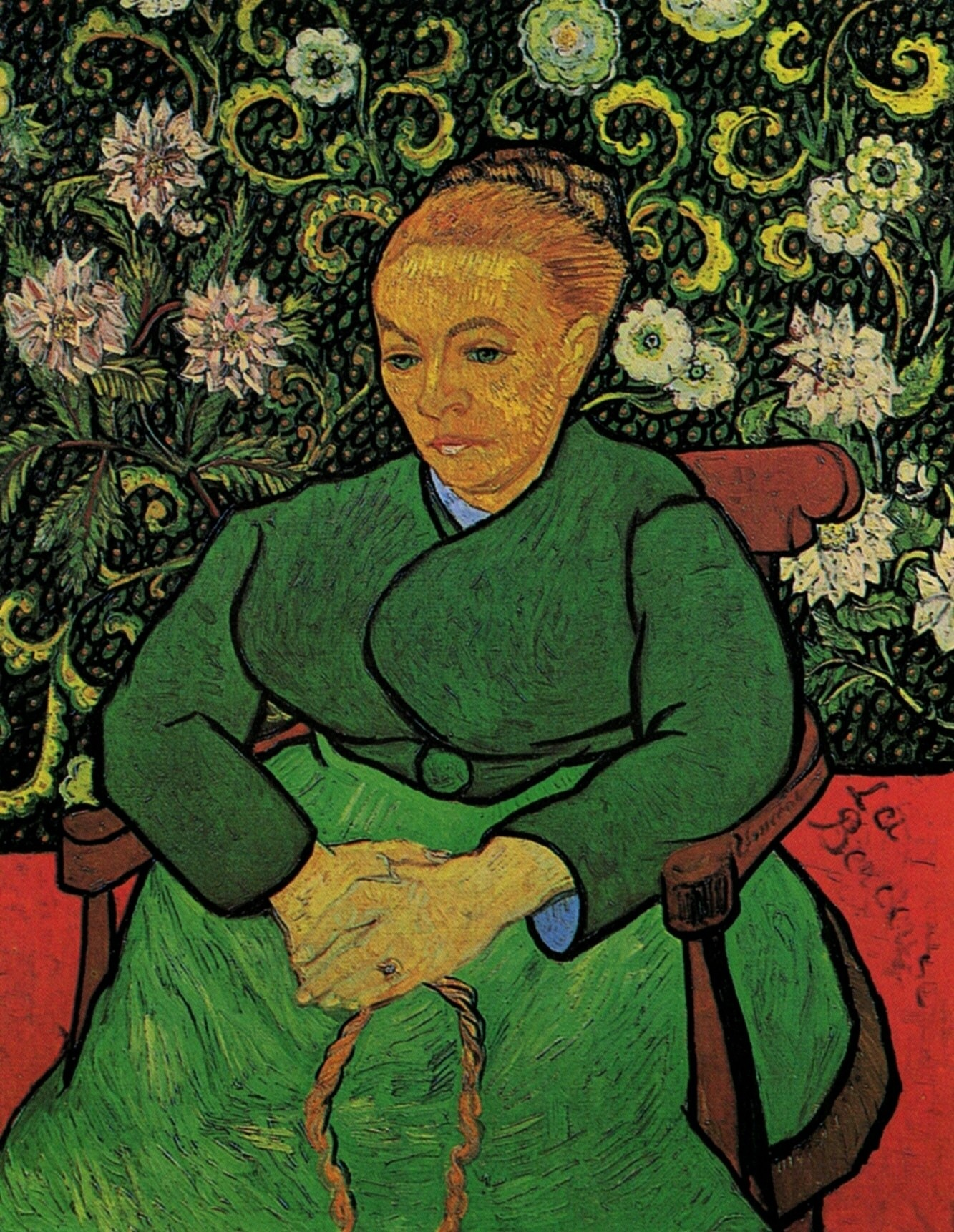
Schweinfurtergroen in Vincent van Goghs La Berceuse.

Al in 1800 werden in Wenen door Ignaz von Mitis experimenten uitgevoerd om een groen koperarsenietacetaat te vormen. In 1814 begon de industriële productie bij de verffabrikant Wilhelm Sattler in zijn Farben und Bleiweiss-Fabrik te Schweinfurt (vandaar de uit het Duits afkomstige naam Schweinfurtergroen), die een methode toepaste die geperfectioneerd was door de apotheker Friedrich Russ. Hetzelfde jaar begon Von Mitis een productie in zijn fabriek in Kirchberg. Beide fabrikanten hielden hun methoden echter geheim. In 1823 wijdde Justus von Liebig een artikel aan de precieze chemische samenstelling. Onafhankelijk van hem publiceerde ook André Bracconot hetzelfde jaar over het onderwerp. Nu konden ook anderen het pigment gaan produceren.
Schweinfurtergroen had net als groenspaan een heldere groene tint, maar leende zich beter voor een gecontroleerde massaproductie. Het pigment speelde dus perfect in op de eisen van de op gang komende industriële revolutie. Het werd voor allerlei artikelen ingezet zoals tapijt, behang en kleding. Rond 1860 begon de opkomende medische wetenschap bezwaar te maken tegen de sluipende vergiftiging van de consument die zo optrad. Men stelde dat de dampen van arsine uit het vochtige behangselpapier kinderen tijdens hun slaap langzaam zouden ombrengen. In 1865 overleden twee arbeiders in een fabriek waar de wolken van het pigment rondzweefden. Rond 1900 werd het gebruik van het pigment in het kader van allerlei veiligheids- en gezondheidswetgeving in de meeste landen verboden. Wel bleef het onder de naam "Parijsgroen" geproduceerd worden als insecticide en rattengif. Parijsgroen verwijst dan naar het gebruik van het gif tegen de ratten in Parijse riolen. Hoewel de productie van het pigment voor de arbeiders ongetwijfeld zeer risicovol was, is het de vraag of het grote publiek werkelijk ernstige gezondheidsschade toegebracht werd. In latere historische publicaties is het effect vaak gedramatiseerd met als hoogtepunt de hypothese dat Napoleon I tijdens zijn ballingschap op Sint-Helena door blootstelling aan zijn groene behang overleden zou zijn. Het gebruik van het pigment bleef niet beperkt tot Europa: al snel werd het overgenomen in de Verenigde Staten van Amerika en nog voor het einde van de eeuw ook in India, Japan en zelfs het afgelegen Tibet.

## Fabricage
Het pigment werd gefabriceerd door in water kopersulfaat te mengen met natriumarseniet en de precipitatie te laten reageren met azijnzuur. Een andere mogelijkheid is een reactie tussen datzelfde natriumarseniet en koper(II)acetaat. Het pigment is halfdekkend. De lichtechtheid is op zich uitstekend, maar onder invloed van waterstofsulfide kan het sterk nadonkeren. Schweinfurtergroen is zeer giftig wegens de arsenicumcomponent en ieder contact ermee moet vermeden worden. Met het pigment groen gekleurde producten uit de negentiende eeuw zijn gevaarlijk bij de inwerking van vocht, schimmeling of verbranding.

## Toepassingen

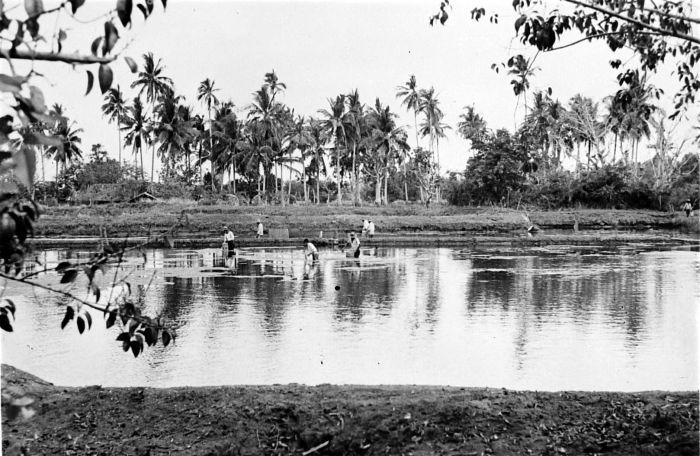
In verband met malariabestrijding werden visvijvers bestoven met een mengsel van parijsgroen en aarde om de larven van Anopheles (malariamug) te doen stikken (Tandjoengpriok, West-Java)

In de schilderkunst werd het pigment al vroeg in de negentiende eeuw populair wegens de aantrekkelijke groene tint, ondanks de relatief hoge prijs. Net als Scheelesgroen was het echter gevoelig voor verkleuring. Dit gevaar kon verminderd worden door isolatie door middel van vernis. In theorie kon het pigment ook negatief reageren met zwavelhoudende andere pigmenten, zoals cadmiumrood, vermiljoen en ultramarijn. Tegen het eind van de negentiende eeuw kwam het pigment zelfs weer sterker bij schilders in de mode, ondanks het feit dat men zich nu zeer wel van de gezondheidsrisico's bewust was, omdat felle groene tinten pasten in het palet van de schilderstijlen van het impressionisme en expressionisme.
Naast de hierboven genoemde toepassingen werd het gifgroen ook gebruikt tegen de aangroei van algen op de onderzijde van schepen en in de akkerbouw tegen aardrupsen en emelten, tegen de Coloradokever en tegen rupsen op tabaksplantages.
Ten slotte wordt het toegepast om blauw vuurwerk te maken (vanwege de koperverbinding).

## Naamgeving
Fabrikanten gaven aan het pigment niet de naam arseengroen, maar allerlei fantasienamen zoals Paul Veronesegroen, Mitisgroen, Wenergroen, Kirchberggroen, Saalfeldergroen, Kasslergroen, Baselgroen, keizergroen, nieuwgroen, origineelgroen, schoongroen, patentgroen, dekgroen en smaragdgroen. Een studie uit 1992 wist zesentachtig namen vast te stellen. Het is wel verondersteld dat de vele namen dienden om het gebruik van het giftige pigment te verdoezelen. Vaak verschilden de producten echter in toevoegingen en vulmiddelen. Soms duidden dezelfde namen Scheelesgroen aan.
In het Engels was de gebruikelijke naam oorspronkelijk emerald green. Erg verwarrend is dat in het Frans een naam met dezelfde letterlijke betekenis, vert émeraude, gegeven zou worden aan chroomoxidehydraat, het pigment dat Schweinfurtergroen rond 1900 in de schilderkunst volledig verdrong. Dezelfde fantasienamen zouden ook in de 20e eeuw gebruikt blijven worden, maar het product bevatte dan niet langer het giftige Schweinfurtergroen, doch een imitatie op basis van vert émeraude of ftalogroen. Met de naam Paul Veronesegroen werd dan vaak een lichtgroene pasteltint aangeduid. Deze naam komt van het Franse vert de Paul Véronèse en de betreffende schilder werd met het groen geassocieerd omdat hij befaamd was om de briljante groene tinten op zijn doeken, zoals in de Nozze di Cana ofwel De bruiloft te Kana, die overigens verkregen waren door meervoudig gelaagde glaceringen met groenspaan.